# مسیحیت شرقی
مسیحیت شرقی شامل مذاهب مسیحی می‌شود که خارج از جهان غرب، در آسیا که گهواره مسیحیت است توسعه یافته‌اند. بدنه‌های اصلی مسیحیت شرق کلیسای ارتدکس شرقی، کلیسای ارتدکس مشرقی، کلیسای کاتولیک شرقی، کلیسای پروتستان شرقی و کلیسای مشرق هستند.
کلیسای شرق به‌طور تاریخی با کلیسای غرب (لاتین) در تضاد بوده‌است. اما در پی اصلاحات پروتستانی در قرن ۱۶، اصطلاح مسیحیت شرقی در تضاد با مسیحیت غربی است که هم کلیسای لاتین را در بر می‌گیرد و هم پروتستانتیسم و کلیساهای کاتولیک مستقل. مسیحیت شرقی در قرن ۲۱ شامل سنت‌ها و کلیساهای مسیحی که به‌طور متمایز در طول قرون متمادی در خاورمیانه، آفریقا، شرق اروپا، آناتولی، ساحل مالابار، جنوب هند و بخش‌هایی از خاور دور توسعه یافته‌اند. این اصطلاح یک گروه یا فرقه مذهبی تنها را توصیف نمی‌کند. برخی از کلیساهای شرقی از نظر تاریخی و کلامی بیشتر از یکدیگر با مسیحیت غربی مشترک هستند. کلیساهای مختلف شرقی معمولاً خود را «شرقی» نمی‌نامند، بجز کلیسای آشوری شرق و کلیسای باستانی مشرق.

## خانواده‌ها

نقشه مقایسه‌ای کشورهای جهان بر پایه تعداد باورمندان به کلیساهای ارتدکس شرقی و کلیساهای ارتدکس مشرقی

| ارتدکس شرقی دین اکثریت (بیش از ۷۵٪) دین اکثریت (۵۰–۷۵٪) دین اقلیت مهم (۲۰–۵۰٪) دین اقلیت مهم (۵–۲۰٪) دین اقلیت (۱–۵٪) |  | ارتدکس مشرقی دین اکثریت (بیش از ۷۵٪) دین اکثریت (۵۰–۷۵٪) دین اقلیت مهم (۲۰–۵۰٪) دین اقلیت مهم (۵–۲۰٪) دین اقلیت (۱–۵٪) |  |

### کلیسای ارتدکس شرقی
کلیسای ارتدکس شرقی یکی از سه شاخه اصلی مسیحیت می‌باشد. این کلیسا در سال ۱۰۵۴ پس از میلاد و در پی جدایش بزرگ در کلیسا به‌وجود آمد. در پی این جدایش پاپ لئون نهم و اسقف اعظم قسطنطنیه یکدیگر را طرد کردند. این جدایش به دلایل گوناگونی انجام پذیرفت. از جمله اختلافات عقیدتی می‌توان به اختلاف نظر در مورد ماهیت روح‌القدس اشاره کرد. عقیده کلیسای شرقی این بود که روح‌القدس همزمان نشأت گرفته یا برخاسته از پدر و منتقل شده به پسر می‌باشد ولی کلیسای غربی بر این باور بود که روح‌القدس برخاسته از پدر و پسر می‌باشد.

### کلیسای ارتدکس مشرقی
کلیساهای ارتدکس مشرقی کلیساهایی در مسیحیت شرقی هستند که تنها سه شورای کلیسایی اول را به رسمیت می‌شناسند: شورای نیقیه در ۳۲۵، اولین شورای قسطنطنیه در ۳۸۱ و شورای افسوس در ۴۳۱. این کمونیون متشکل از شش کلیسای دارای اسقف مستقل است: کلیسای حواری ارمنی، کلیسای ارتدکس قبطی، کلیسای ارتدکس توحیدی اریتره، کلیسای ارتدکس توحیدی اتیوپی، کلیسای ارتدکس سوری مالانکالا، و کلیسای ارتدکس سریانی.

### کلیسای مشرق
کلیسای مشرق از مسیحیت سریانی سرچشمه گرفت و سنت‌های متمایزی از الهیات مسیحی را گسترش داد و نقش مهمی در تاریخ مسیحیت در آسیا ایفا کرد. همچنین باعث انشقاق ۱۵۵۲ شد که در اوایل دوران مدرن منجر به یک سری تقسیم‌بندی‌های درونی میان مسیحیان آشوری گردید و در نهایت منجر به ایجاد کلیسای کاتولیک کلدانی و کلیسای شرقی آشوری شد. کلیسای باستانی شرق که در سال ۱۹۶۸ توسط مار توما دارمو ایجاد گردید ریشه‌های خود را به کلیسای مشرق می‌رساند. کلیسای مشرق توسط پاتریارک شرق یا کاتولیکوس شرق رهبری می‌شد.

### کلیسای کاتولیک شرقی
کلیسای کاتولیک شرقی کلیساهایی مستقل و خودمختار و در عین حال تأثیرپذیر از پاپ هستند. این کلیسا به همراه کلیسای لاتین، کلیسای کاتولیک را می‌سازند.

### جنبش‌های مخالف

#### کلیسای پروتستان شرقی
کلیساهای پروتستان شرقی مجموعه ای از فرقه‌های ناهمگن پروتستان را تشکیل می‌دهند که بیشتر نتیجه اصلاحاتی در مسیحیت ارتدکس هستند.